# حلوة جقمان
حلوة جقمان ولدت في بيت لحم عام 1913،  ساهمت في تأسيس الاتحاد النسائي العربي العام في بيت لحم، أواخر العام 1947، وانتخبت نائبة لأول رئيسة للاتحاد، السيدة بيروت معلوف، ثم انتخبت رئيسة للاتحاد، وبقيت تشغل هذا الموقع حتى العام 1992.

## حياتها
قدمت حلوة جقمان بيتها مقراً للاتحاد النسائي، وتلقت مساعدة من عائلتها، كما استعد شقيقها الصيدلي حنا جقمان لأن يقدم كل ما يحتاجه الاتحاد من أدوات للإسعاف الأولي، استعداداً لحرب قادمة. وأعد الاتحاد عدته، فأفردت الرائدة حلوة جقمان غرفة في بيتها، لتدريب السيدات على الإسعاف الأولي، على أيدي أطباء اختصاصيين، مثل الدكتور ميشيل دبدوب والدكتور معلوف. وحضّرت أدوات الإسعاف الميداني، وبعض الملابس والعصبات الخاصة بالجرحى، مما خاطته أيدي نساء الاتحاد على ماكينة الخياطة الموجودة في البيت. قامت حلوة جقمان بدور وطني تحريضي، خاصة بعد نكسة عام 1967، فشكلت مع زميلات لها جمعية سرية، تعمل على تنظيم المظاهرات والإضرابات، وتحث الناس على مقاومة التهجير؛ ما عرّضها  للاعتقال من قبل سلطات الاحتلال الإسرائيلية مرتين. ساهمت حلوة جقمان من خلال تأسيس جمعية الإسكان الخيرية العام 1960، في بناء 42 وحدة سكنية في بيت لحم، و24 في بيت ساحور، بالإضافة إلى وحدات أخرى قيد البناء. شاركت حلوة جقمان في مؤتمرات عربية وعالمية، منها مؤتمر الاتحاد النسائي العربي في بيروت، ثم مؤتمر الإسكان في روما، ومؤتمر الاتحاد العام للمرأة الفلسطينية في القدس العام 1965.

## وفاتها
رحلت حلوة جقمان في مدينة بيت لحم في تاريخ 20.07.2004 تاركة بصمة تاريخية.